# Semisi Sika
Semisi Sika (ur. 31 stycznia 1968) – polityk tongijski, pełniący obowiązki Premiera Tonga od 12 września 2019 roku do 8 października 2019 roku.

## Życiorys
Prowadził firmę kateringową. Nauczyciel w szkole Liahona High School w latach 1995-1997, travel manager w firmie Five Star Travel w latach 1998-2010 oraz dyrektor w restauracji Kaimai Burgers od 2006. Przez wiele lat wspierał demokratyczne przemiany na Tonga. Wybierany do parlamentu w wyborach w 2010, 2014 i 2017. Od 12 września do 8 października 2019 pełnił obowiązki premiera Tonga. Semisi Sika prowadzi ponadto organizacje Liahona Alumni Association, kluby sportowe Tonga National American Basketball Association i Tonga Rugby League oraz jest dyrektorem festiwal Heilala Festival od 2000 roku.